# Kafaro di Rustiko da Kašifelone
Kafaro di Kašifelone (Caffaro di Rustico da Caschifellone) rodio se oko 1080. godine i već od 1100. aktivno učestvuje u javnom životu Đenove, u ekspediciji za Siriju. 1121. bio je poslanik Đenove na papskom dvoru, više puta je biran za konzula i bio je zapovednik Flote. Od 1100. godine vodio je zabeleške o delima konzula. 1152. godine prezentovao je svoje delo konzulima koji su stupali na funkciju. Od tada delo je zvanično nastavljeno i vođeno do 1293. godine. Nazvano je "Đenovljanski anali". Delo prevazilazi lokalne okvire i predstavlja značajan izvor za istoriju krstaških ratova, kao i Mediterana uopšte. Kafaro je pored toga napisao i delo pod nazivom "O oslobođenju istočnih gradova" koje se odnosi na krstaške pohode.